# 글리제의 근접 항성 목록

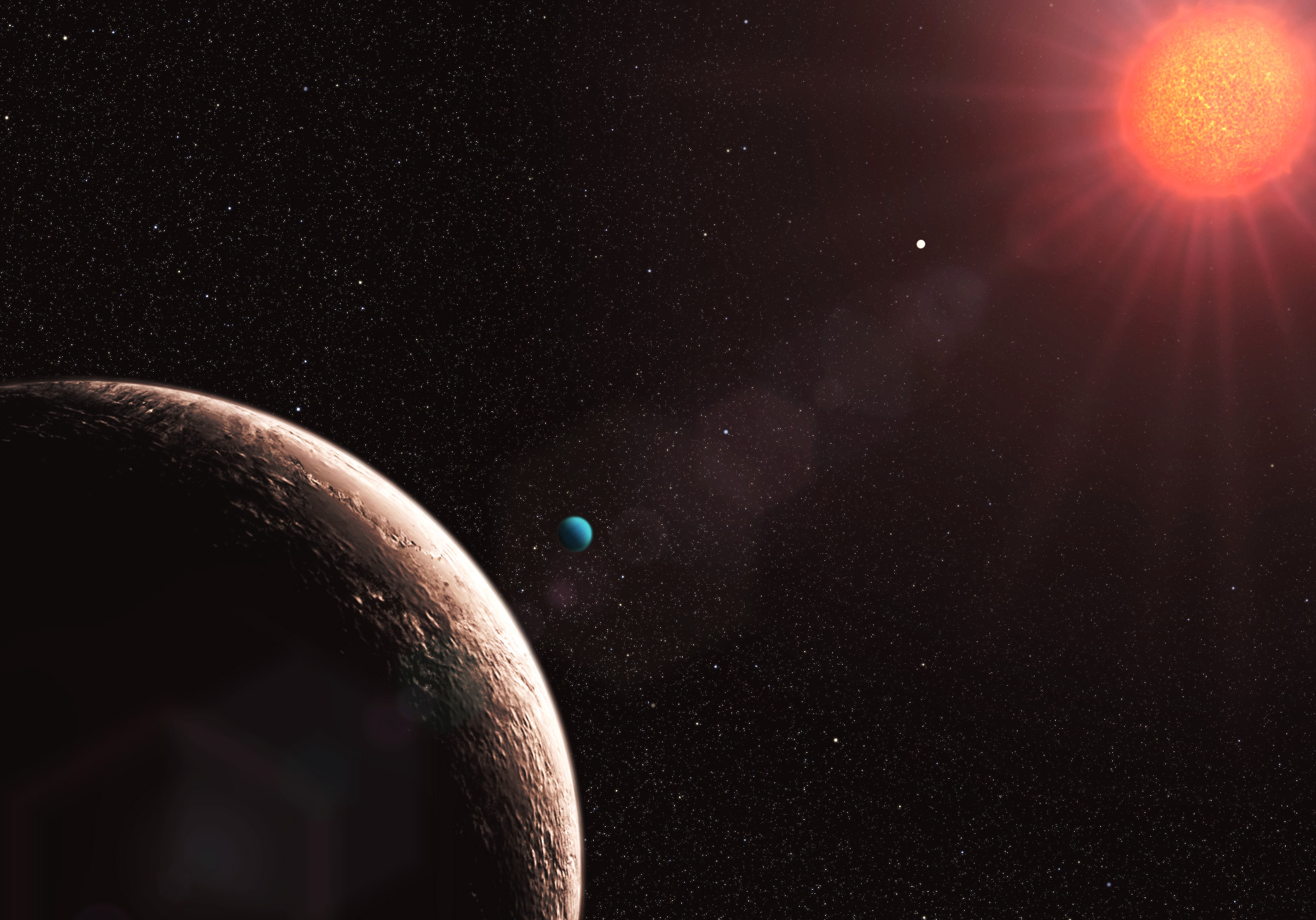

글리제의 근접 항성 목록(Gliese Catalogue of Nearby Stars)은 지구에서 25 파섹 이내의 항성들의 목록으로, 매우 자주 인용되는 현대의 천체 목록이다. 이 중 두 번째 판인 글리제-야라이스 목록(Gliese-Jahreiß)을 줄여 GJ로 사용한다.

## 첫 번째 버전과 보충
1957년 독일 천문학자인 빌헬름 글리제가 처음 20파섹 이내의 천여개의 항성의 알려진 특성을 목록으로 만들어 출간했다. 1969년에는 원본에 22파섹으로 범위를 확장하여 출간했다. 첫 번째 목록에서 GL NNN의 형식으로 항성에 1에서 965까지의 번호를 부여하였다. 이후 1529개의 항성을 목록에 추가하였으며, GL NNN.NA의 형식으로 1.0에서 965.0까지의 번호를 부여하였다.
1970년에 리처드 밴더리트 울리(Richard van der Riet Woolley)와 그 동료들에 의해, 25파섹으로 범위를 확장하여 출간되었다.

## 완성된 버전
글리제는 1979년 하르트무트 야라이스(Hartmut Jahreiß)와 공동으로 목록의 두 번째 버전을 발표하였다. 새로운 목록은 일반적으로 글리제-야라이스(GJ) 목록으로 불린다.

## 근접 항성 목록
- 글리제 1 : 조각가자리, 적색 왜성
- 글리제 15 : 안드로메다자리, 적색 왜성의 쌍성
- 글리제 16
- 글리제 33 : 물고기자리, 오렌지색 왜성
- 글리제 35 : 물고기자리, 백색 왜성
- 글리제 40
- 글리제 42
- 글리제 52
- 글리제 65
- 글리제 67
- 글리제 69
- 글리제 71 : 고래자리, 황색 왜성, 고래자리 타우
- 글리제 75 : 카시오페이아자리, 오렌지색 왜성
- 글리제 83 : 물뱀자리, F형 준거성
- 글리제 86 : 에리다누스자리, 오렌지색 왜성과 백색 왜성의 쌍성
  - 글리제 86 Ab : 뜨거운 목성
- 글리제 105 : 고래자리, 오렌지색 왜성과 두 개의 적색 왜성의 삼중성
- 글리제 146
- 글리제 154
- 글리제 167
- 글리제 169 : 황소자리, 오렌지색 왜성
- 글리제 174
- 글리제 201
- 글리제 204
- 글리제 229 : 토끼자리, 적색 왜성
- 글리제 233
- 글리제 234 : 외뿔소자리, 적색 왜성의 쌍성
- 글리제 244 : 큰개자리, A형 주계열성과 백색 왜성의 쌍성, 시리우스
- 글리제 250 : 오렌지색 왜성과 적색 왜성의 쌍성
- 글리제 259
- 글리제 269
- 글리제 280 : 작은개자리, F형 준거성과 백색 왜성의 쌍성, 프로키온
- 글리제 282
- 글리제 320 : 돛자리, 오렌지색 왜성
- 글리제 349 : 바다뱀자리, 오렌지색 왜성
- 글리제 370 : 돛자리, 오렌지색 왜성
- 글리제 380
- 글리제 388 : 사자자리, 적색 왜성
- 글리제 394
- 글리제 412 : 큰곰자리, 적색 왜성의 쌍성
- 글리제 420
- 글리제 428
- 글리제 436 : 사자자리, 적색 왜성
  - 글리제 436 b : 뜨거운 해왕성, 최초로 발견된 물을 함유한 외계 행성
  - 글리제 436 c : 발견 철회
- 글리제 440 : 파리자리, 백색 왜성
- 글리제 445 : 기린자리, 적색 왜성
- 글리제 453 : 바다뱀자리, 오렌지색 왜성
- 글리제 473 : 처녀자리, 적색 왜성의 쌍성
- 글리제 481
- 글리제 505 : 머리털자리, 오렌지색 왜성과 적색 왜성의 쌍성
- 글리제 528
- 글리제 529
- 글리제 532
- 글리제 541 : 목동자리, 오렌지색 거성, 아크투루스
- 글리제 542 : 센타우루스자리, 오렌지색 준거성
- 글리제 546
- 글리제 556
- 글리제 559 : 센타우루스자리, 황색 왜성과 오렌지색 왜성의 쌍성, 센타우루스자리 알파
- 글리제 570 : 천칭자리, 오렌지색 왜성과 두 개의 적색 왜성의 삼중성
- 글리제 581 : 천칭자리, 적색 왜성
  - 글리제 581 b : 적색 왜성을 공전하는 외계 행성 중 다섯 번째로 발견됨
  - 글리제 581 c : 슈퍼 지구
  - 글리제 581 d : 슈퍼 지구, 바다 행성일 가능성, 생물권 내에 위치
  - 글리제 581 e : 가장 작은 외계 행성
  - 글리제 581 f : 슈퍼 지구 혹은 목성형 행성으로 추측
  - 글리제 581 g : 최초로 골디락스 지대에서 발견된 지구형 행성
- 글리제 604
- 글리제 611
- 글리제 615
- 글리제 623 : 적색 왜성의 쌍성
- 글리제 628 : 뱀주인자리, 적색 왜성
- 글리제 638 : 허큘리스자리, 오렌지색 왜성
- 글리제 651 : 허큘리스자리, 황색 왜성
  - 글리제 651 b : 목성형 행성
- 글리제 656
- 글리제 667 : 전갈자리, 두 개의 오렌지색 왜성과 적색 왜성의 삼중성
- 글리제 673 : 뱀주인자리, 오렌지색 왜성
- 글리제 674 : 제단자리, 적색 왜성
- 글리제 682 : 전갈자리, 적색 왜성
- 글리제 687 : 용자리, 적색 왜성
- 글리제 688 : 뱀주인자리, 오렌지색 왜성과 분광형 미상인 항성의 쌍성
- 글리제 707
- 글리제 710 : 뱀자리, 오렌지색 왜성, 향후 1천만 년 이내에 태양계에 1.1광년까지 접근함
- 글리제 721 : 거문고자리, A형 주계열성, 베가
- 글리제 725 : 용자리, 적색 왜성의 쌍성
- 글리제 726
- 글리제 747AB
- 글리제 768 : 독수리자리, A형 주계열성, 알타이르
- 글리제 775
- 글리제 777 : 고니자리, 황색 준거성과 적색 왜성의 쌍성
  - 글리제 777 Ab : 목성형 행성
  - 글리제 777 Ac : 뜨거운 해왕성 혹은 슈퍼 지구
- 글리제 783 : 궁수자리, 오렌지색 왜성과 적색 왜성의 쌍성
- 글리제 818
- 글리제 832 : 인디언자리, 적색 왜성
- 글리제 833
- 글리제 866 : 물병자리, 적색 왜성의 삼중성
- 글리제 868
- 글리제 876 : 물병자리, 적색 왜성
  - 글리제 876 b : 목성형 행성, 골디락스 지대에 위치
  - 글리제 876 c : 목성형 행성, 골디락스 지대에 위치
  - 글리제 876 d : 슈퍼 지구
  - 글리제 876 e
- 글리제 881 : 남쪽물고기자리, A형 주계열성, 포말하우트
- 글리제 884 : 물병자리, 오렌지색 왜성
- 글리제 892 : 카시오페이아자리, 오렌지색 왜성
- 글리제 898
- 글리제 902 : 인디언자리, 오렌지색 왜성
- 글리제 1002 : 고래자리, 적색 왜성
- 글리제 1061 : 시계자리, 적색 왜성
- 글리제 1214 : 뱀주인자리, 적색 왜성
  - 글리제 1214 b : 목성형 행성
- 글리제 1245 : 고니자리, 적색 왜성의 삼중성
- 글리제 1279
- 글리제 2046
- 글리제 3021 : 물뱀자리, 황색 왜성
  - 글리제 3021 b : 목성형 행성

## 같이 보기
- 가까운 항성 목록
- 성표